# Paul Matting

Paul Matting

Paul Matting (* 2. Oktober 1859 in Kunersdorf; † 22. September 1935 in Bad Altheide) war ein deutscher Verwaltungsjurist. Als Oberbürgermeister von Breslau saß er im Preußischen Herrenhaus.

## Leben
Mattings Eltern waren der Kommerzienrat Herman Matting und seine Frau Augusta geb. Krueger aus Crossen an der Oder. Matting studierte Rechtswissenschaft an der Friedrich-Wilhelms-Universität zu Berlin und der Universität Leipzig. 1880 wurde er im Corps Thuringia Leipzig aktiv. Nach den Examen trat er in die innere Verwaltung des Königreichs Preußen.  Nachdem er bei der Regierung in Danzig gewesen war, wurde er Kämmerer von Stettin und Zweiter Bürgermeister in Charlottenburg (1895). Nach dem Rücktritt von Georg Bender berief der Stadtrat von Breslau ihn im Juli 1912 zum Ersten Bürgermeister mit einer Amtszeit von 12 Jahren.
Höhepunkt seiner Laufbahn war die Einweihung der noch unter seinem Vorgänger Bender begonnenen Jahrhunderthalle am 20. Mai 1913. Benannt nach der einhundertjährigen Wiederkehr des in Breslau verbreiteten Aufrufs König Friedrich Wilhelms III. An Mein Volk, war die Jahrhunderthalle ein technisches Meisterwerk mit der damals weltweit größten freitragenden Kuppel. Aufgrund der guten Akustik konnte Matting seine patriotische Rede vor 5.000 Zuhörern ohne technische Hilfsmittel halten.
Im Ersten Weltkrieg konnte Matting noch 1916 die Hindenburgbrücke (heutige Most Warszawski/Warschauer Brücke) über die Oder einweihen, sonst war die Verwaltung aber mit der kriegsbedingt unzureichenden Versorgung der 390.000 Einwohner der Stadt beschäftigt. Infolge der Novemberrevolution musste Matting, obwohl für 12 Jahre gewählt, vorzeitig sein Amt räumen und trat im Januar 1919 zurück, um dem demokratisch legitimierten Nachfolger Otto Wagner Platz zu machen.
Matting war mit der Australierin Bessie White verheiratet. Nach dem Tod seiner Frau und seiner Pensionierung heiratete er in zweiter Ehe Dorothea Kowalczewski (die Schwester des Berliner Bildhauers Karl Kowalczewski). Er zog mit ihr in das schlesische Kurbad Altheide und ließ sich dort als Rechtsanwalt und Notar nieder. Matting Paul starb kurz vor seinem 76. Geburtstag. 1937 wurde in Breslau eine Straße nach ihm benannt (heute Ulica Weigla).
Sein Sohn Alexander Matting war ein Hochschullehrer für Metallurgie. Von 1940 bis 1943 war er Rektor der Technischen Hochschule Hannover.